# Стінковий Тарас Дмитрович
Тарас Дмитрович Стінковий (5 вересня 1941, Ленківці — 10 червня 2014, м. Чернівці) — педагог, хоровий диригент, музикант, культурно-громадський діяч Буковини.

## Біографія
Народився в сім'ї вчителів.
З 1947 по 1957 рік навчався у СШ № 17, 19 м. Чернівці.
У 1960 році закінчив з відзнакою Чернівецьке педагогічне училище (перший випуск музичного відділення).
Працював учителем співів та музики у чернівецьких школах-інтернатах № 1 та № 2.
З грудня 1961 по серпень 1964 року служив в залізнично-дорожних військах Радянської Армії.
У 1966–1971 роках навчався у Київській державній консерваторії ім. П.Чайковського на диригентсько-хоровому факультеті.
Після закінчення консерваторії направлений на роботу у Чернівецьке педагогічне училище (тепер — Педагогічний коледж Чернівецького національного університету ім. Ю.Федьковича) на посаду викладача хорового класу та диригування. В цьому закладі Стінковий Т. Д. пропрацював 42 роки.
на посадах викладача хорового класу та диригування, музично-теоретичних дисциплін, завідувача музичним відділом.

Тарас Стінковий (справа) в студентський період. Чернівці, вул. ім. О. Кобиляеської (1959)

З 1972 по 1978 рр. Стінковий Т. Д. працював завідувачем музичним відділом, головою предметно-методичної комісії викладачів диригування та хорового класу, завідувачем кабінетом хорового класу та диригування
У 1972 році організував жіночий хор педагогічного училища, яким керував до 1981 року. У 1975 році організував камерний хор викладачів педучилища.
З 1981 року і до останніх днів свого життя Тарас Дмитрович керував мішаним хором студентів музичного відділу, який у 2003 році здобув звання «народний художній колектив», а з 1986 році очолював чоловічу хорову капелу «Дзвін» викладачів та співробітників Чернівецького університету.
У 1992 році Стінковий Т. Д. брав участь у відкритті кафедри музики при педагогічному факультеті ЧДУ імені Ю.Федьковича, працював спочатку завідувачем секції диригування та хорового класу, а згодом її педагогом за сумісництвом.
З 1994 по 1995 рр. — працював в республіці Хорватія з українськими та хорватськими хоровими колективами.
У 1995 році брав активну участь у створенні вокально-інструментального гурту викладачів педагогічного коледжу «Джерело» як хормейстер і учасник гурту, що у 2000 році здобув звання «народний колектив».
У 1991–1993 рр. Стінковий Т. Д. обирався головою громадського комітету чернівецького мікрорайону «Ленківці».
Постійний член журі хорових конкурсів ім. С.Воробкевича та фестивалю самодіяльного мистецтва «Чисті роси», член Всеукраїнської національної музичної спілки (з 1991 р.), член атестаційної комісії обласного управління культури, голова обласної асоціації хорового товариства імені Миколи Леонтовича.

## Публікації
- Хорові твори а cappella: збірник нот.- Чернівці, 2007.- 22 с.;
- Чоловіча хорова капела «Дзвін».- Чернівці: Рута, 2009.- 40 с. (в співавторстві);
- «Дзвін» нашої гордості і слави // Унів. вісник.- 2008.- № 12. (в співавторстві).

## Нагороди
- Літературно-мистецька премія імені Сидора Воробкевича (2007);
- Премія імені Омеляна Поповича (2011).